# Trusetal
Trusetal är en ortsteil i staden Brotterode-Trusetal i Landkreis Schmalkalden-Meiningen i förbundslandet Thüringen i Tyskland. Trusetal var en kommun fram till den 11 december 2011 när Brotterode uppgick i kommunen och namnet ändrades till Brotterode-Trusetal.